# Лланголлен
Лланго́ллен (валл. Llangollen, произносится ɬaŋˈɡoɬɛn) — город на севере Уэльса, на берегу реки Ди, расположенный в графстве Денбишир. Население 3 884 человека. Название города происходит от валлийского llan — церковь и имени святого Коллена (с валлийской мутацией c → g), жившего в VI—VII веке основателя местной церкви.

## География
Город находится на берегу реки Ди, которая протекает от северо-запада Уэльса до города Честер и впадает в Ирландское море. В юго-западном направлении от Лланголлена начинается кряж Бервин, простирающийся до города Бала.
Экономика города развивается в основном за счёт туризма.

## Культура
В Лланголлене прошёл Национальный эйстетвод 1908 года. Город с 1947 года является местом проведения Международного эйстетвода, в котором участвуют звёзды театра, кино и шоу-бизнеса Уэльса.